# Sampei/Super Dog Black
Sampei/Super Dog Black è un singolo del gruppo Rocking Horse, pubblicato nel 1982.

## Tracce
Testi di Lucio Macchiarella, musiche di Mike Fraser, Douglas Meakin.
1. Sampei – 3:55
2. Super Dog Black – 3:30

## Descrizione
Sampei è un brano musicale scritto da Lucio Macchiarella, su musica e arrangiamento di Mike Fraiser e Douglas Meakin, come sigla dell'anime omonimo.
Super Dog Black è un brano musicale scritto da Lucio Macchiarella, su musica e arrangiamento di Mike Fraiser e Douglas Meakin, come sigla del telefilm poliziesco Superdog Black.